# 로쿠고 마사노리
로쿠고 마사노리(일본어: 六郷政乗, 1567년 ~ 1634년 5월 25일)는 센고쿠 시대에서 에도 시대 전기의 무장, 다이묘이다. 히타치 후추 번주(常陸府中藩主), 데와 혼조 번(出羽国本荘藩) 초대 번주.
에이로쿠(永禄) 10년(1567년), 로쿠고 미치유키(六郷道行)의 맏아들로 태어났다. 덴쇼(天正) 15년(1587년), 데와 요코테성주(出羽国横手城主) 오노데라 요시미치(小野寺義道)의 휘하, 즉 센보쿠 시치닌슈(仙北七人衆)에 소속되어, 아키타 사네스에(秋田実季)와 싸웠다. 덴쇼 18년(1590년), 도요토미 히데요시(豊臣秀吉)의 오다와라 정벌(小田原征伐)에 참전하여, 데와 영지 중 4천 5백 석을 안도받았다. 덴쇼 20년(1592년), 임진왜란에서는 히젠 나고야성(備前名戸屋城)에 주둔하였다.
게이초(慶長) 5년(1600년) 세키가하라 전투에서는 동군에 가담하여, 서군 편에 섰던 오노데라 씨(小野寺氏)을 공격했다. 전투 이후인 게이초 7년(1602년), 그 공적에 의해 히타치 니하리 군(常陸国新治郡) 후추(府中)의 1만 석 영지로 전봉되었다. 게이초 19년(1614년) 오사카 전투에도 참가하여 공적을 세웠고, 그에 따라 겐나(元和) 9년(1623년) 모가미 씨(最上氏)이 영지를 몰수당했을 때, 그 뒤를 이어 옛 영지인 데와 혼조의 2만 석 영지로 추가 전봉되어 혼조 번의 시조가 될 수 있었다.
간에이(寛永) 11년(1634년) 4월 28일, 혼조에서 68세의 나이로 사망하였다. 장남 마사카쓰(政勝)가 그 뒤를 이었다. 사남 마사히데(政秀)의 자손은 후에 600석의 하타모토(旗本)가 되었다.
|  | 히타치 후추 번 번주 (로쿠고가) 1602년 ~ 1623년 | 후임 미나가와 히로테루 |

|  | 제1대 혼조 번 번주 1623년 ~ 1634년 | 후임 로쿠고 마사카쓰 |